# Polybia oblita
Polybia oblita är en getingart som beskrevs av Cockerell 1921. Polybia oblita ingår i släktet Polybia och familjen getingar. Inga underarter finns listade i Catalogue of Life.